# Flaga St Albans
Flaga St Albans – prostokątna flaga heraldyczna, bazująca na herbie St Albans. Złoty sautoir (ukośny krzyż) w błękitnym (lazurowym) polu. Barwy nie są szczegółowo sprecyzowane.
Flaga i herb są nawiązaniem do krzyża św. Albana. Używana jest przez miasto St Albans i dystrykt St Albans oraz uroczyście przez katedrę w St Albans (w wersji trójkątnej).

## Tynktury
Oficjalne barwy używane przez miasto i dystrykt to:
- Błękit: C=100%, M=75%, Y=0%, K=12%
- Złoto: C=0%, M=10%, Y=90%, K=0%

Barwy mogą być zastąpione przez:

### Pantone
- Błękit: 287
- Złoto: 109

### RGB
- Błękit: 0, 65, 144 (#003399)
- Złoto: 255, 222, 10 (#FFD700)

## Galeria

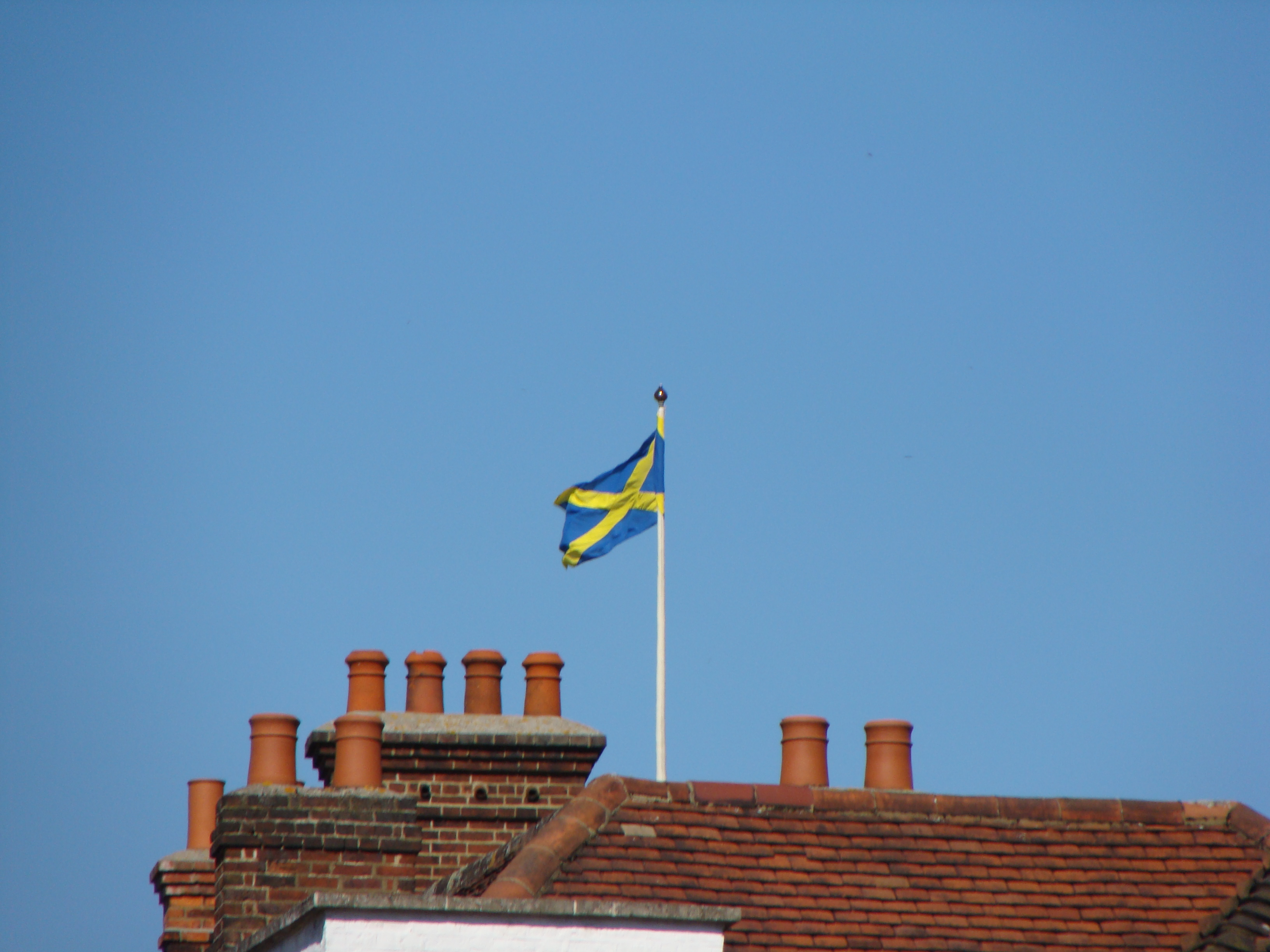
Flaga miejska na dawnym ratuszu.
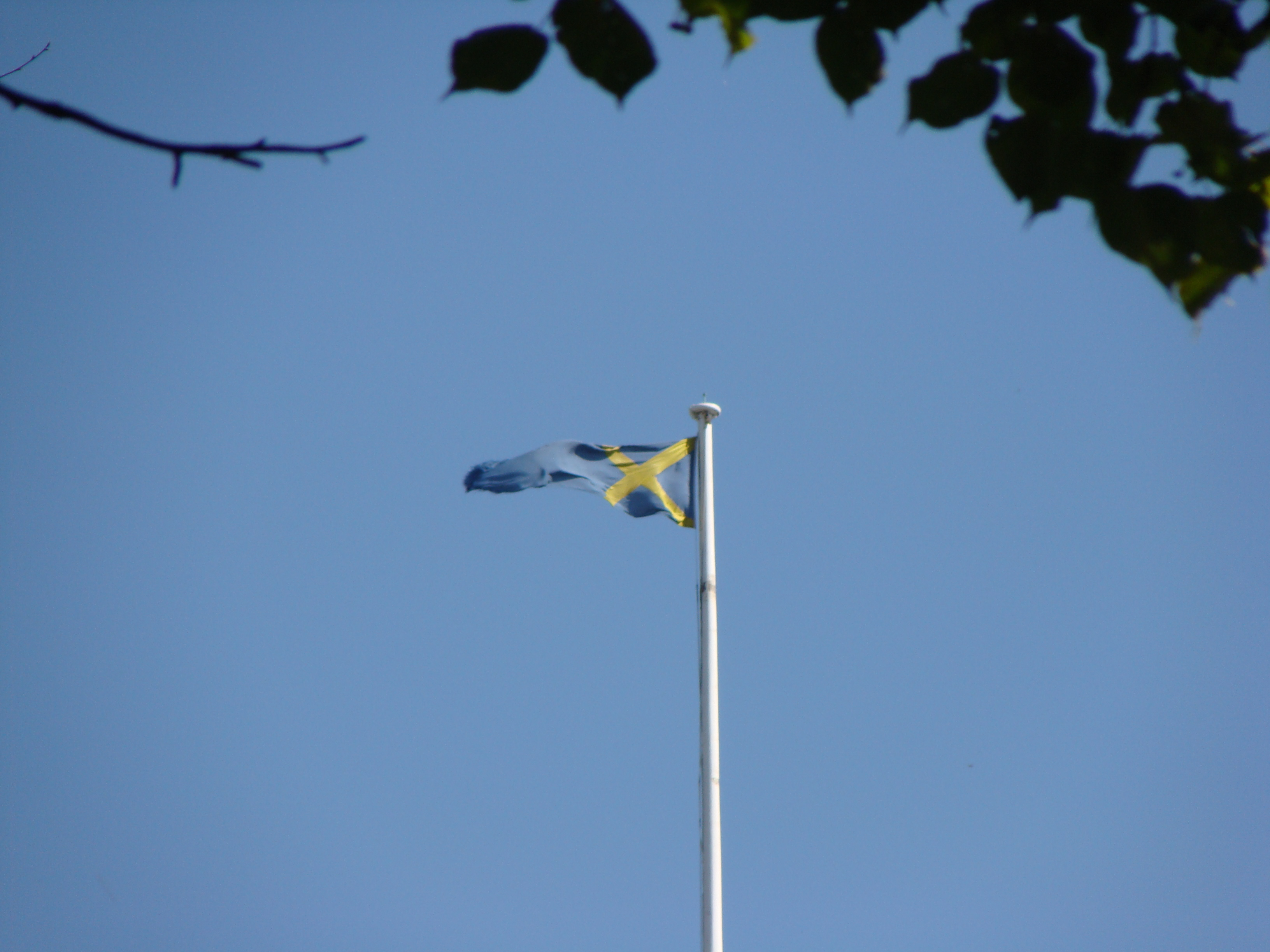
Flaga St Albans na wieży katedry (wariant trójkątny).